# Liste des sites Ramsar au Bhoutan
Cet article recense les zones humides du Bhoutan concernées par la convention de Ramsar.

## Statistiques
La convention de Ramsar est entrée en vigueur au Bhoutan le 7 septembre 2012.
En janvier 2020, le pays compte 3 sites Ramsar, couvrant une superficie de 12,25 km2.

## Liste
| Site                     | Dzongkhag        | Notes | Date           | Superficie (km²) | Altitude (m)  | Identifiant Ramsar | Identifiant WDPA | Coordonnées                       | Photo |
| ------------------------ | ---------------- | ----- | -------------- | ---------------- | ------------- | ------------------ | ---------------- | --------------------------------- | ----- |
| Bumdeling (en)           | Trashiyangtse    |       | 5 juillet 2012 | 1,415            | 1 900 - 2 000 | 2032               | 555555576        | 27° 40′ 23″ nord, 91° 26′ 28″ est |       |
| Gangtey (en)-Phobji (en) | Wangdue Phodrang |       | 2 mai 2014     | 9,70             | 2 755 - 3 169 | 2264               | 555624195        | 27° 26′ 46″ nord, 90° 11′ 10″ est |       |
| Khotokha                 | Wangdue Phodrang |       | 7 mai 2012     | 1,135            | 2 500 - 2 700 | 2033               | 555555575        | 27° 25′ 55″ nord, 89° 59′ 35″ est |       |